# Trichomanes laciniosum
Trichomanes laciniosum är en hinnbräkenväxtart som beskrevs av Arthur Hugh Garfit Alston. Trichomanes laciniosum ingår i släktet Trichomanes och familjen Hymenophyllaceae. Inga underarter finns listade.